# Юрі Ярвет
Юрі Ярвет (Юрі Євгенович Ярвет; ест. Jüri Järvet) — радянський і естонський актор театру і кіно. Заслужений артист Естонської РСР (1964). Народний артист Естонської РСР (1969). Народний артист СРСР (1975). Лауреат Державної премії СРСР (1981).

## Життєпис
Народився 18 червня 1919 року в Таллінні.
Закінчив Талліннський театральний інститут (1949). Працював в Естонському драматичному театрі (Таллінн).
Помер 5 липня 1995 р.

## Фільмографія
З 1955 р. фільмувався в кінострічках:
- «Незвані гості» (1959, Оскар),
- «Актор Йоллер» (1962, т/ф, Ругс),
- «Озирнись в шляху» (1963),
- «Віденська поштова марка» (1967),
- «Мертвий сезон» (1968, О'Рейлі),
- «Король Лір» (1971, король Лір),
- «Берег вітрів» (1971, Гольман),
- «Комітет 19» (1971, Течер),
- «Дикий капітан» (1972, Кіхну),
- «Солярис» (1973, Снаут),
- «Школа пана Мауруса» (1975),
- «Готель «Біля загиблого альпініста»» (1979, Алекс Сневар),
- «Береги» (граф Сегеді),
- «Казка, розказана вночі» (1981, лісова людина),
- «Лісові фіалки» (1980, аптекар Ліпп)
- «За часів вовчих законів» (1984, вчитель)
- «На арені Луріх» (1984, адвокат)
- «Танці навколо парового котла» (1987,  Ельмар Лісіксепп) та ін.

В українських телестрічках:
- «Вантаж без маркування» (1984),
- «Капітан Фракасс» (1984, Матимор),
- «Годинникар і курка» (1989, 2 с, Карфункель).